# Zabłotczyzna
Zabłotczyzna – wieś w Polsce, położona w województwie podlaskim, w powiecie hajnowskim, w gminie Narewka.
| SIMC    | Nazwa    | Rodzaj     |
| ------- | -------- | ---------- |
| 0037405 | Minkówka | przysiółek |

W latach 1975–1998 wieś administracyjnie należała do województwa białostockiego.
26 lipca 1941, w ramach akcji tzw. „oczyszczania Puszczy Białowieskiej” inspirowanej przez Hermanna Göringa, hitlerowcy wysiedlili mieszkańców Zabłotczyzny, a wieś zrównali z ziemią. Chodziło o utworzenie wokół Puszczy strefy niezamieszkanej, aby utrudnić działalność partyzantom.
Prawosławni mieszkańcy wsi należą do parafii św. Mikołaja w Narewce.